# Micraxylia annulus
Micraxylia annulus är en fjärilsart som beskrevs av Emilio Berio 1972. Micraxylia annulus ingår i släktet Micraxylia och familjen nattflyn. Inga underarter finns listade i Catalogue of Life.